# 2309 Mr. Spock
2309 Mr. Spock eller 1971 QX1 är en asteroid i huvudbältet, som upptäcktes 16 augusti 1971 av den amerikanske astronomen James B. Gibson vid Indiana University Bloomington med Leoncito Astronomical Complex. Asteroiden har fått sitt namn efter karaktären Mr. Spock i serien Star Trek. Detta ledde till en del protester, men senare har många fler asteroider uppkallats efter karaktärer i modern fiktion.
Asteroiden har en diameter på ungefär 19 kilometer och den tillhör asteroidgruppen Eos.